# Atlatlahucan
 Atlatlahucan es la cabecera del municipio homónimo del estado de Morelos, México.

## Historia
Los xochimilcas, primera tribu náhuatl que llegó a la Meseta central, extendió su conquista hasta Totolapan y Atlatlahucan. En 1436, el emperador mexica Moctezuma Ilhuicamina amplió sus conquistas en el valle de Morelos, incluido Atlatlahucan, que quedó entre los que tributaban al soberano azteca.
Después de la conquista española, este pueblo desconoció su anexión al Marquesado del valle de Oaxaca.
En 1533, llegaron al lugar los frailes agustinos Fray Jerónimo de San Esteban y Fray Jorge de Ávila. La parroquia continuó a cargo de la orden de San Agustín hasta 1845, cuando se secularizó. El convento se fundó en 1570, pero en 1571 el pueblo estaba aún sujeto a Totolapan, lo cual hace suponer que la construcción se hizo años después.
Anteriormente el municipio de Atlatlahucan era una ayudantía que pertenecía al municipio de Tlayacapan, pero en 1932 se organizaron Ignacio Bello, Efrén Bello, Praxedis Linares, Marcos Villalba, Aurelio Aranda, Rosendo Martínez, Cresencio González, quienes motivaron a la gente para que los apoyara en que el pueblo de Atlatlahucan se reconociera como cabecera municipal. Al lograr este objetivo, Ignacio Bello, convenientemente fue nombrado primer presidente municipal, y ocupó el cargo durante un año.

## Medio físico

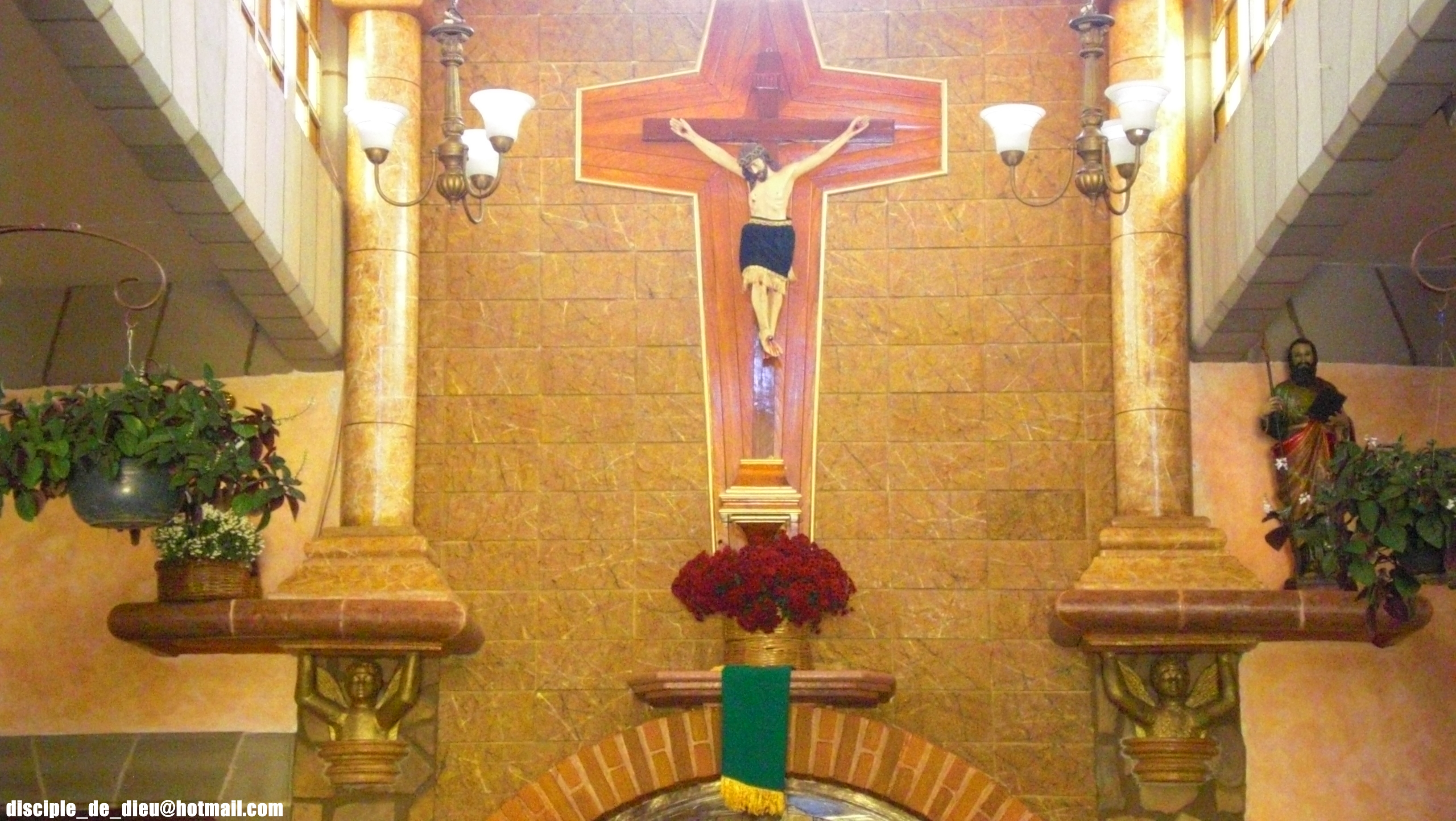
Sede parroquial de Atlatlahucan

### Educación
El municipio cuenta con escuelas de educación básica, educación media superior y de educación superior, así como educación para adultos, como sigue:
- 14 escuelas primarias
- 5 telesecundarias y 1 secundaria general
- 13 preescolares
- 1 colegio privado de educación primaria
- 1 plantel del Colegio de Bachilleres
- Universidad Internacional
- Bachillerato Tecnológico
- Escuela de Estudios superiores Atlatlahucan (UAEM)

### Empresas y fábricas
Atlatlahucan en un municipio en desarrollo abastecido por todos los servicios; algunos de los establecimientos más importantes son:
- Sucursal Rica Coca-Cola
- Distribuidora SoniGas
- Procesadora de Alimentos Animales
- Gasolinerías
- Centros comerciales
- Restaurantes

### Actividades recreativas y culturales
El municipio cuenta con:
- el Museo Histórico Natural Calmecac
- Casa de la Cultura
- CEDIF (, UBR, Casa de Día, quiosco)
- Parques con juegos para niños
- Tres casas de salud

## Áreas deportivas
Actualmente se cuenta con:
- 3 canchas de fútbol
- 4 canchas múltiples
- Unidad Deportiva "20 de Noviembre"
- Unidad Deportiva "Luis Donaldo Colosio"

## Salud
Para la prestación de los servicios de salud, existen:
- 1 Unidad Básica de Rehabilitación (UBR) UBR
- 1 centro de salud

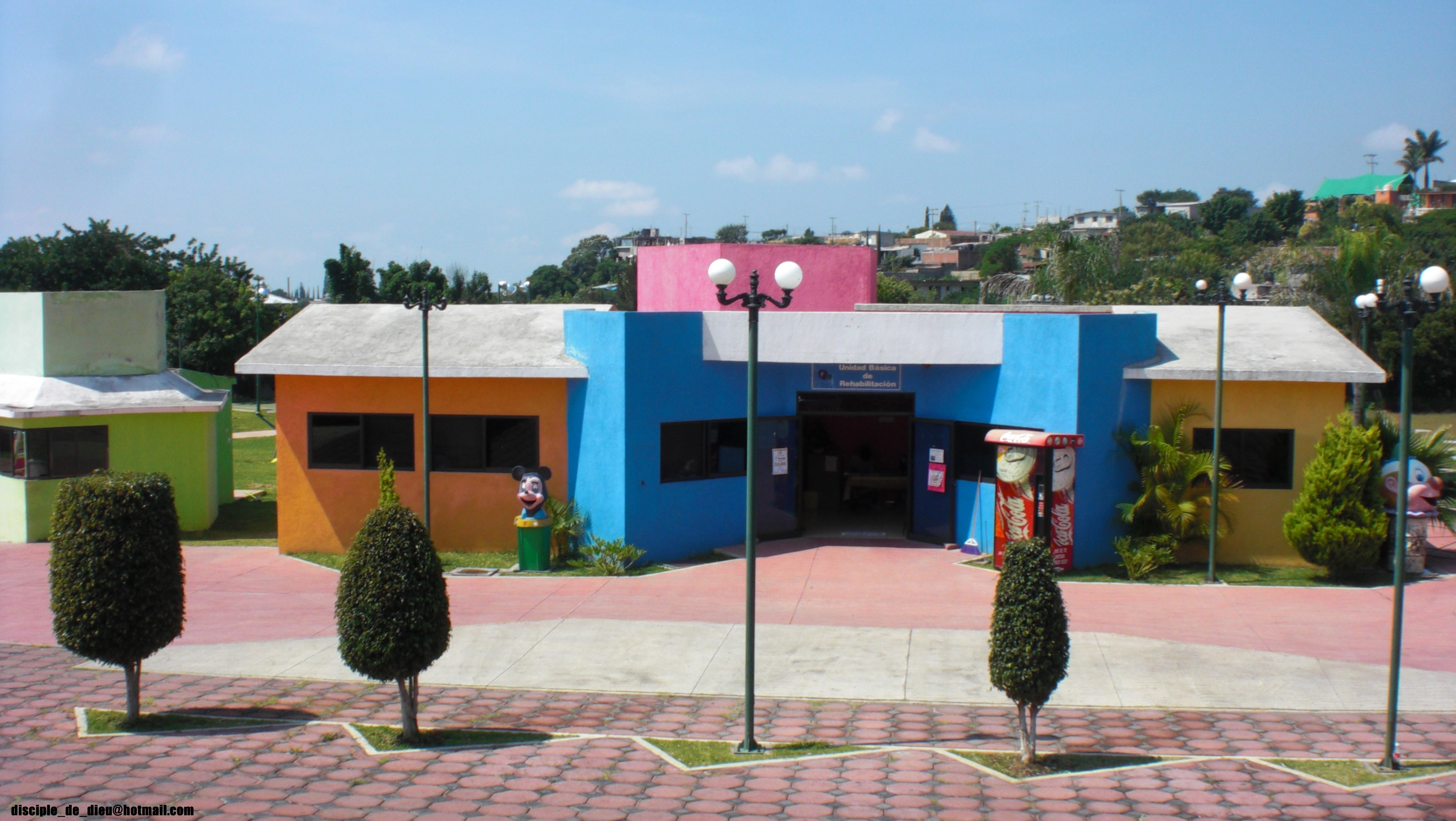
UBR

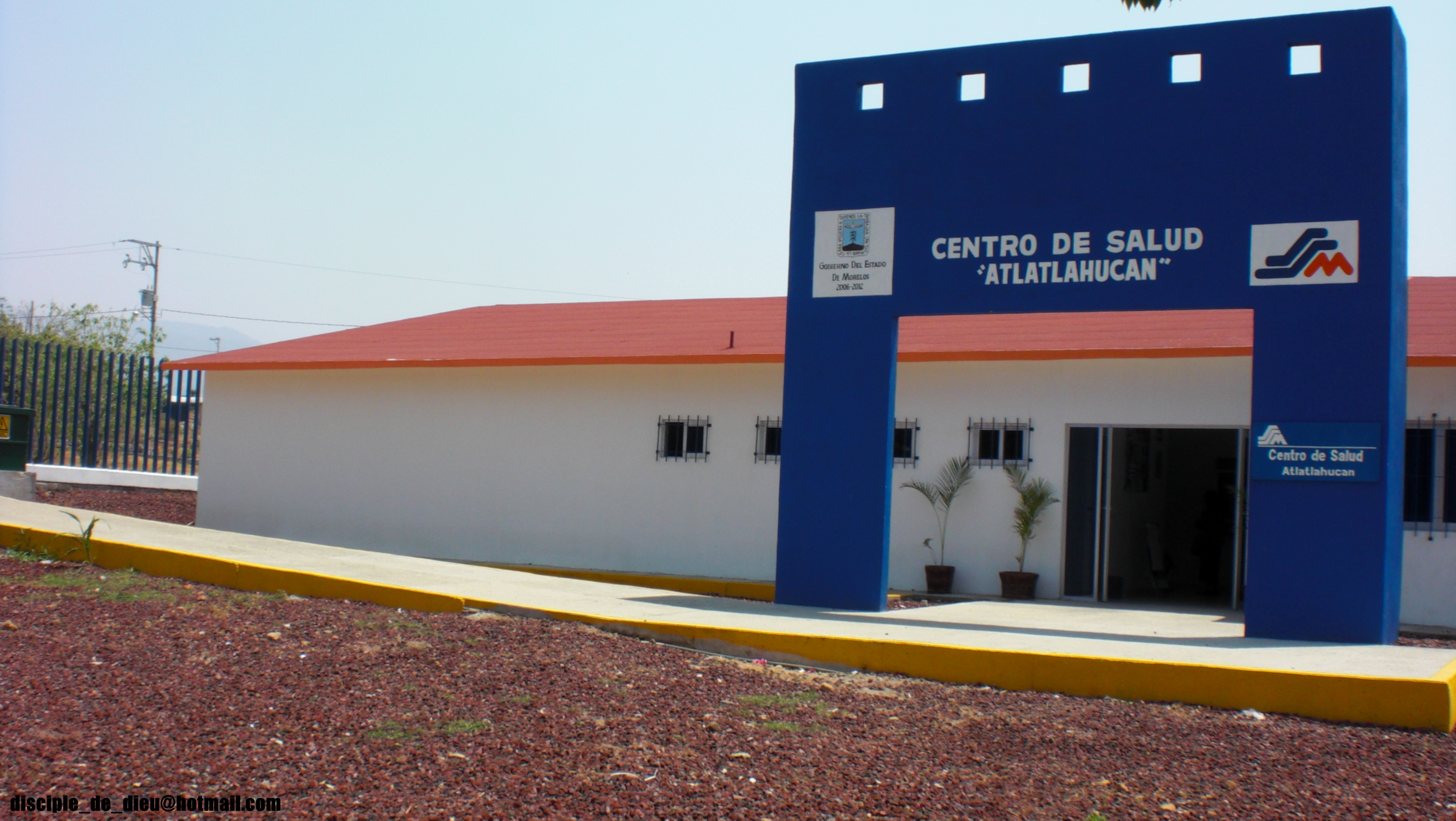
Centro de salud Atlatlahucan

- 3 Casas de Salud y un dispensario médico

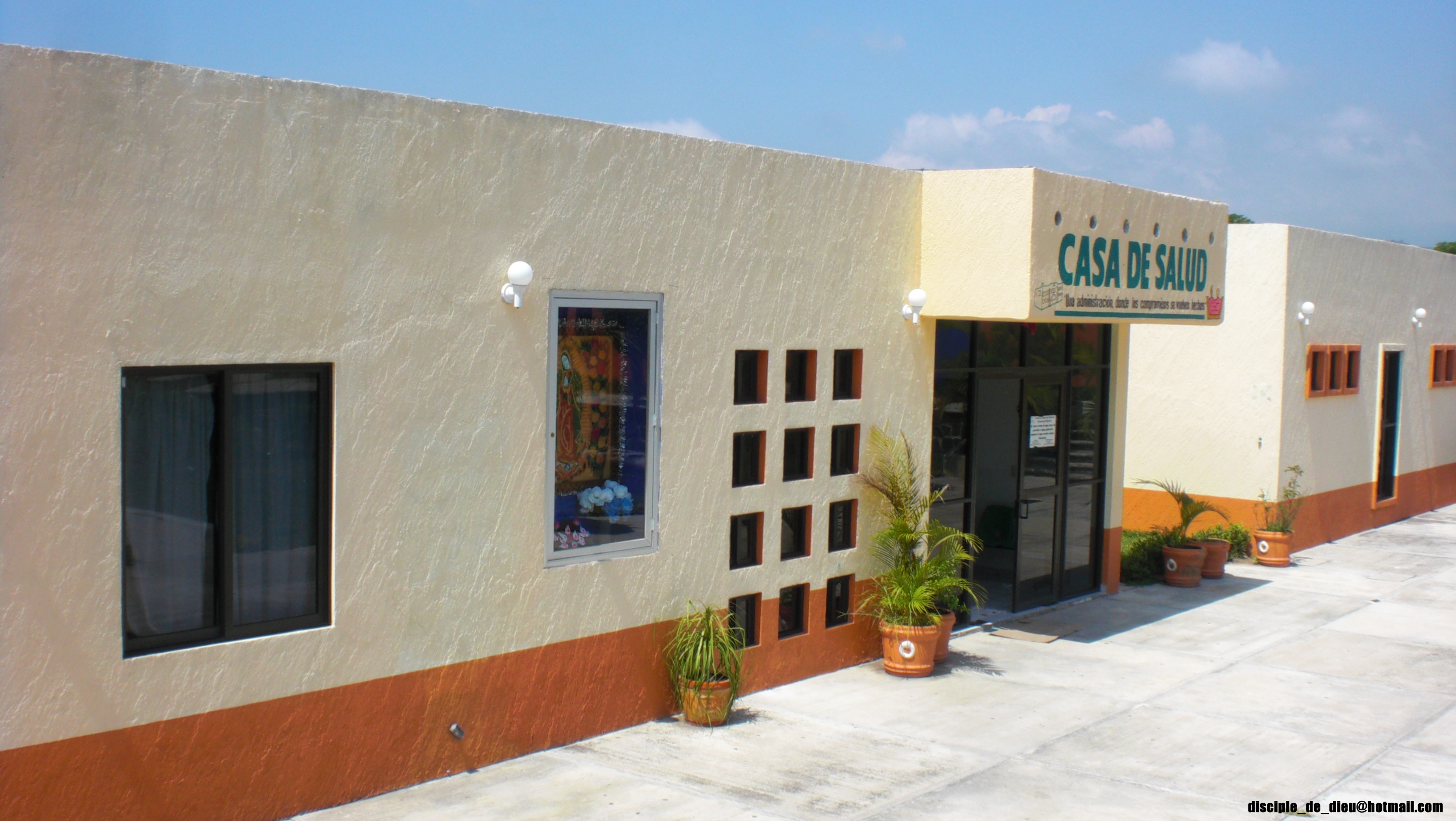
Casa de salud

De estos centros prestadores de servicios de salud; la casa de salud de cabecera municipal trabaja todos los días las 24 horas al día, la casa de salud de la comunidad de Texcalpan y de la comunidad de San Miguel Tlatetelco solo trabajan 12 horas al día de lunes a viernes y recientemente se abrió un dispensario médico en la comunidad de San Francisco, el cual atiende 8 horas al día de lunes a viernes, esto gracias a la gestión de la actual administración.
Director de salud en la administración 2022-2024: Javier Moreno Castillo
Actual Directora de salud 2025-2027: Gabriela de la Cruz Huerta 

## Accesos y comunicaciones
El municipio tiene muchas vías de comunicación; la principal vía de comunicación es la red carretera, y la más importante es la carretera federal Ciudad de México-Cuautla, en el entronque ubicado en el km. 88; al norte existe una carretera estatal que pasa por Totolapan, San Andrés, Tlayacapan, Oacalco y Yautepec, y va hacia el Distrito Federal o a Cuernavaca.
El servicio público de pasajeros incluye ve,hículos de tipo combi con destinos hacia Cuautla (Morelos) y Totolapan (Morelos), así como vehículos Mototaxi ,los cuales tienen 4 grupos que te llevan a un destino más preciso, también hay servicio deTaxis pero son menos usados por los altos costos que manejan. T También existe una red de servicio telefónico a particulares, una caseta y teléfonos públicos, así como una oficina de correos y otra de telégrafos en la cabecera municipal.

## Atractivos turísticos

### Ex Convento San Mateo Apóstol
Uno de los principales monumentos históricos del municipio de Atlatlahucan, como atracción fundamental, es el Convento de San Mateo, de la orden de los agustinos,  construido en el siglo XVI. Esta construcción, declarada Patrimonio de la Humanidad por la UNESCO, forma parte de la Ruta de los Conventos.

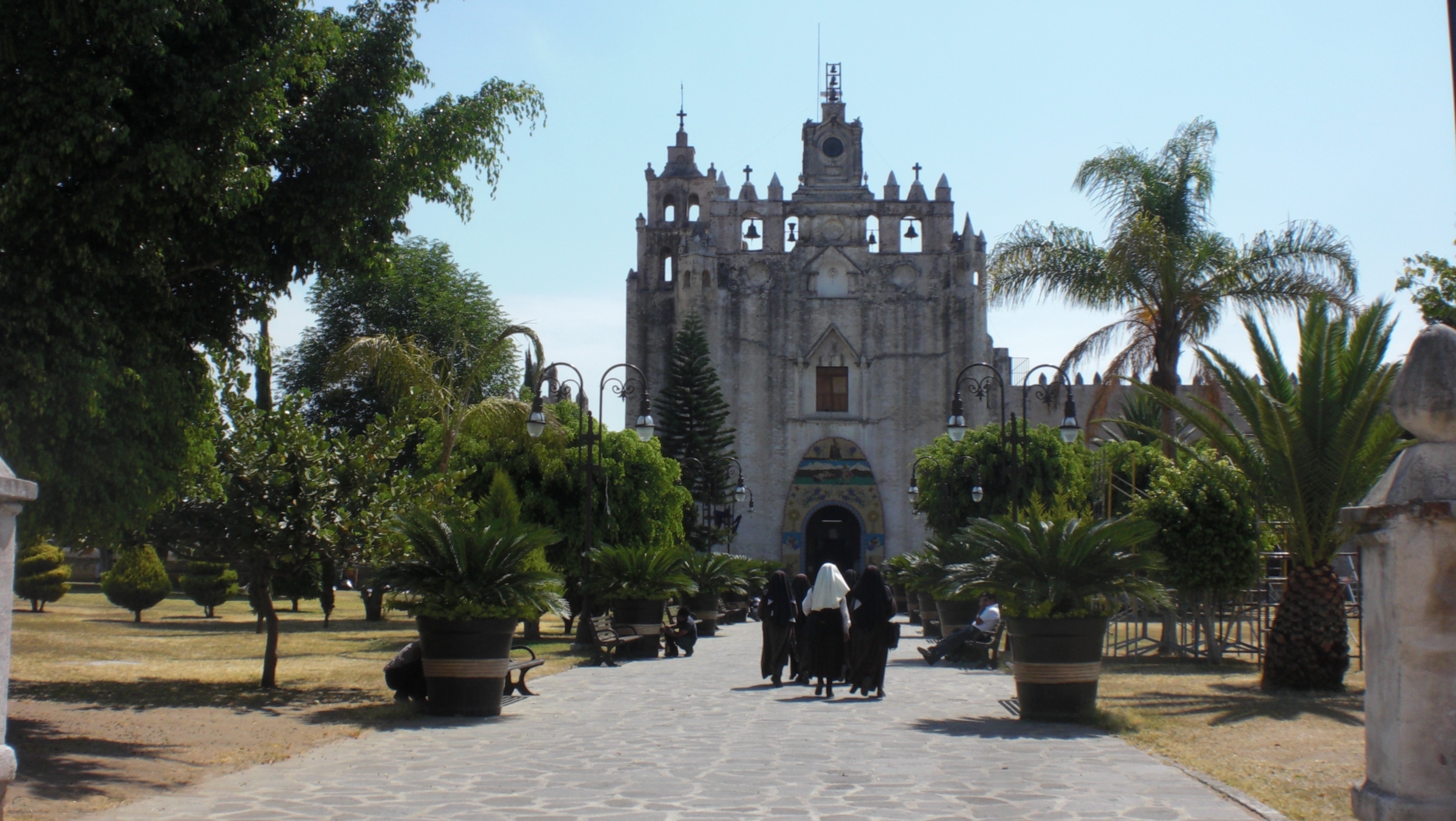
Ex Convento de San Mateo Apóstol

### Fuente de piso
En  los años recientes con la nueva administración del municipio se re modelo la plaza principal lo que demolió la fuente danzante para hacer una explanada de usos múltiples, así como el kiosco también fue re modelado, mientras que se construyó una fuente más pequeña en la que sale agua del piso en forma de "chorros de agua" en la que la gente se puede meter para mojarse y disfrutar del agua, no obstante los locales se han enojado y expresado disgusto con estos cambios argumentando que "le quita lo atractivo" o que ahora "parece estacionamiento"

### Plaza Amador Salazar
Todas las tardes en fin de semana se realizan eventos en la majestuosa e impresionante plaza Amador Salazar.

### Feria del Señor de Tepalcingo
La Feria del Señor de Tepalcingo se realiza en honor al Señor de Tepalcingo durante el cuarto viernes de Cuaresma, y es usual el atractivo castillo de juegos pirotécnicos en el que hay gran cantidad y variedad de pirotecnia y una imagen de la celebración en el mismo castillo.
Así como muchos juegos mecanizados de distintas intensidades, juegos de habilidad y puestos de venta de comida, cerveza, entre otras cosas.
Y es común que acudan bandas o grupos musicales en fechas definidas.
La feria ha tenido cambios de ubicación, pasando de cerca del ayuntamiento municipal por la calle libertad a un terreno más al norte debido al Terremoto de Puebla de 2017 ya que no era adecuado el terreno, y después se cambió en 2022 a un costado del albergue municipal

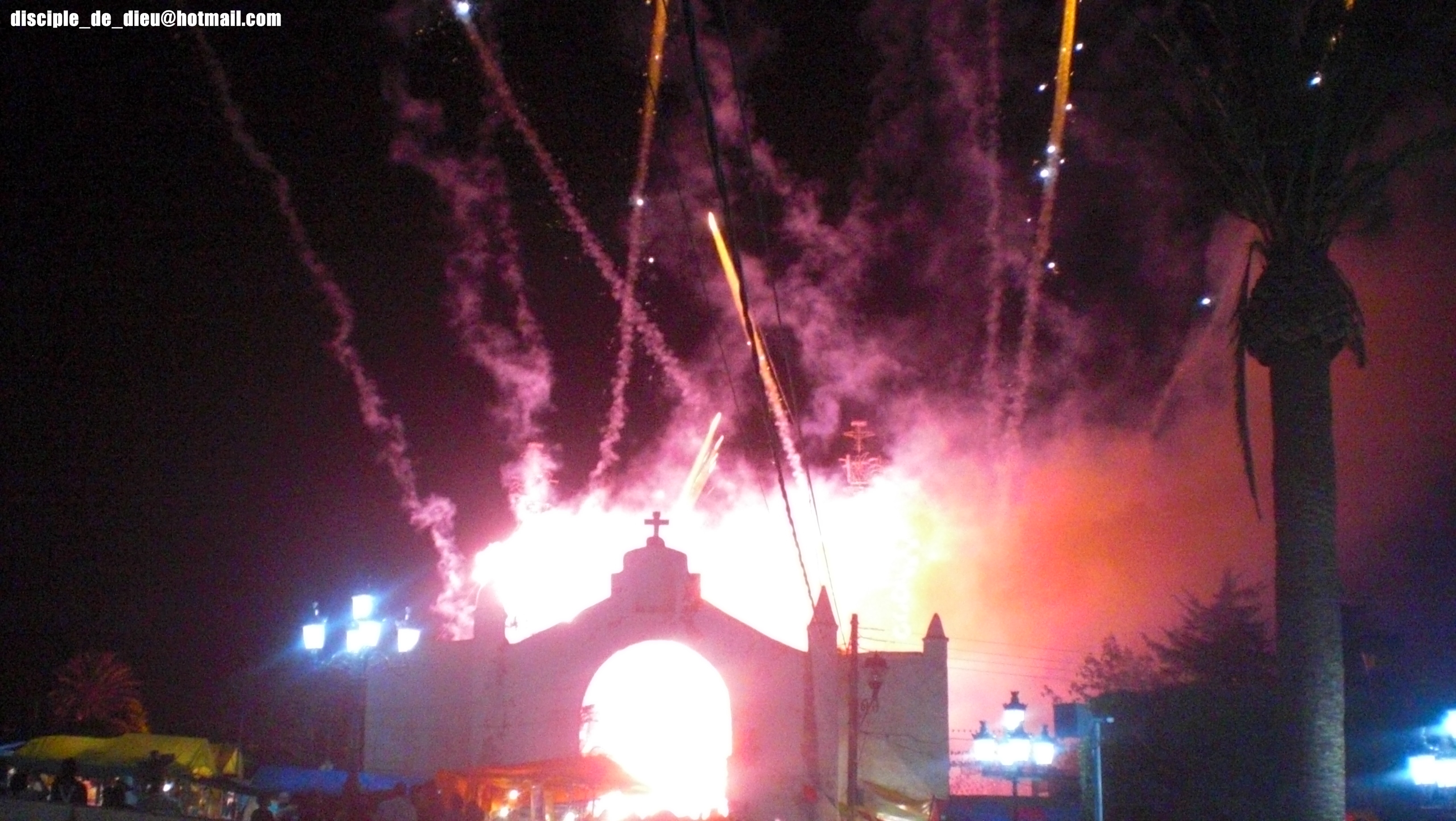
Feria del Señor de Tepalcingo

## Riqueza cultural

### Fiestas tradicionales
Se pueden observar festividades religiosas como la celebración del cuarto viernes de Cuaresma, Semana Santa pentecostés, también el pueblo participa en la festividad del Cristo Aparecido en un lugar denominado La Cuevita. El 21 de septiembre se celebra a San Mateo en la cabecera municipal y el 24 de junio a San Juan Bautista en Texcalpan, el 29 de septiembre a San Miguel Arcángel en Tlatetelco y en diciembre la celebración de las Posadas, Navidad y el Año Nuevo.

### Tradiciones
En la celebración del Cristo Aparecido, los habitantes del municipio acostumbran ir al lugar llamado La Cuevita, donde año con año algunos de los jóvenes se visten de moros, pastoras y vaqueros.

### Danzas
Para los carnavales de Atlatlahucan las danzas más comunes son las Negras y la cuadrilla de los Tatais; asimismo, existen otras danzas (la de los Vaqueros, Moros y Pastoras), las cuales se incluyen en las fiestas religiosas.
Los mismos atlatlahuenses adjudican a Atlatlahucan como la original cuna del Chinelo, así como la música y danza. Sin embargo, no hay evidencia documental que lo respalde.

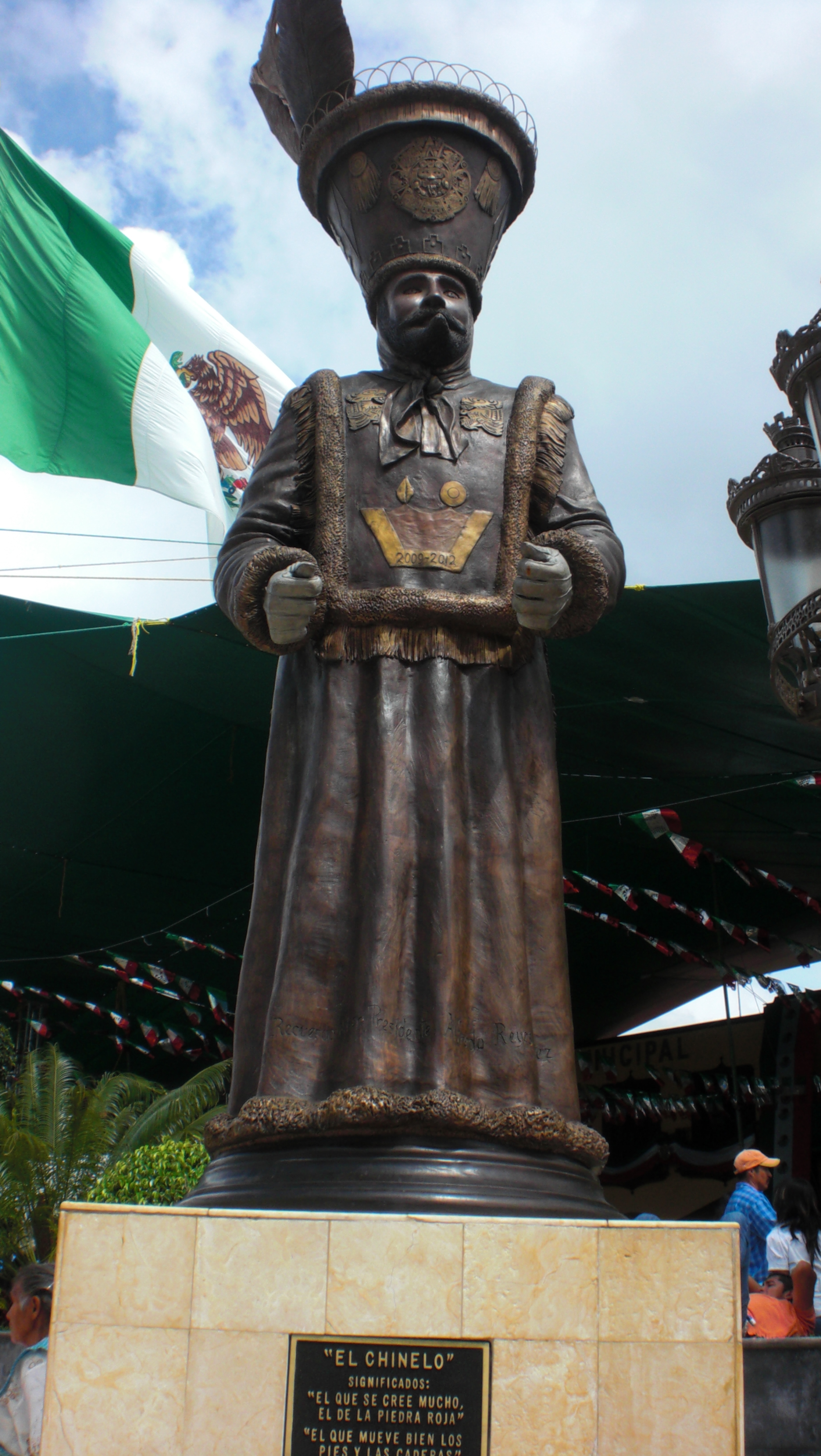
Atlatlahucan, cuna del Chinelo

### Gastronomía
La principal comida típica es el guaxmole, preparado con salsa de jitomate y juages; los tlacoyos de frijol molido crudo y hervido; las gorditas de manteca, las chalupas, los tlaxcales con elote recio, el mole rojo de guajolote, el mole verde de pepita (pipián), y todos éstos se sirven principalmente en fiestas y acompañados de tortillas de maíz elaboradas a mano.

## Localidades
Las principales localidades de este municipio son:
- Atlatlahucan, cabecera municipal
- Pedregal del Valle
- Texcalpan
- San Miguel, Tlaltetelco
- Tepantongo
- San Francisco
- Km 88
- Rancho Nuevo
- Las Minas
- Los Cerritos
- Mochomilpa
- Ex Hacienda Telminca
- Lomas de Cocoyoc
- El Oasis
- La Guadalupana
- La Alborada
- Santa Inés
- Santa Cruz
- Astillero
- Mancera
- Vicente Guerrero
- Cabellito
- Cuña de El Chinelo